# Luis Vaccaro
Luis Vaccaro – argentyński piłkarz, pomocnik.
Jako gracz klubu Argentinos Juniors Buenos Aires wziął udział w turnieju Copa América 1923, gdzie Argentyna została wicemistrzem Ameryki Południowej. Vaccaro zagrał we wszystkich trzech meczach – z Paragwajem, Brazylią i Urugwajem.
Rok później wziął udział w turnieju Copa América 1924, gdzie Argentyna ponownie została wicemistrzem Ameryki Południowej. Vaccaro zagrał tylko w bezbramkowym meczu z Paragwajem.
Następnie wziął udział w turnieju Copa América 1925, gdzie Argentyna zdobyła mistrzostwo Ameryki Południowej. Vaccaro zagrał we wszystkich czterech meczach – dwóch z Paragwajem i dwóch z Brazylią.
Wciąż jako piłkarz klubu Argentinos Juniors wziął udział w turnieju Copa América 1926, gdzie Argentyna została wicemistrzem Ameryki Południowej. Vaccaro zagrał we wszystkich czterech meczach – z Boliwią, Paragwajem, Urugwajem i Chile.
W 1926 roku razem z Argentinos Juniors zdobył tytuł wicemistrza Argentyny.
W latach 1923–1926 Vaccaro rozegrał w reprezentacji Argentyny 17 meczów, w których nie zdobył żadnej bramki.